# Spiro Dalla Porta Xydias
Spiro Dalla Porta Xydias (Losanna, 21 febbraio 1917 – Trieste, 18 gennaio 2017) è stato un alpinista, scrittore e regista teatrale italiano.

## Biografia
Spiro Dalla Porta Xydias - nipote di Spiro Tipaldo Xidias, medaglia d'oro al valor militare - nacque a Losanna nel 1917 e si trasferì a Trieste, la città della madre, alla fine degli anni Venti. 
Alle superiori fu uno degli allievi di un illustre personaggio triestino: Giani Stuparich; fu proprio quest’ultimo a fargli amare l’italiano e la poesia e a portarlo, per la prima volta, in Val Rosandra. 
Si laureò in Scienze Politiche a Trieste. Insegnò poi lingua francese alle scuole medie e fu docente di culture teatrali all’università di Trieste e all’università di Pola.
Fu tra i fondatori del Teatro Stabile di Trieste, dedicandosi per diversi anni alla regia teatrale e al teatro per i ragazzi. Ha allestito spettacoli in Italia con i più grandi attori dell’epoca come Lea Padovani, Paola Borboni e Gian Maria Volonté, e quindici spettacoli per il “Dramma Italiano”, Compagnia Stabile di lingua italiana della città di Fiume. Ha diretto la scuola di recitazione del Teatro Stabile, quella dell’istituto d’Arte Drammatica e quella del “Teatro Incontro”.
Valente alpinista, già nel 1958 venne nominato "Accademico del Club Alpino Italiano". Ha effettuato 107 prime salite e vie nuove e ha ripetute molte classiche di VI grado. Il suo capolavoro è considerata la salita invernale al Campanile di Val Montanaia, del 1944. Ha diretto la Scuola Nazionale di Alpinismo Ellenica e la scuola di alpinismo del CAI Bologna. Ha fondato nel 1956 la stazione di Soccorso Alpino di Trieste, Udine, Pordenone, Maniago che ha diretto per oltre dieci anni. Ha vinto con questa attività il Premio S.Ambrogio ed il Premio Belli di Solidarietà alpina, per il primo salvataggio fatto in Italia con un elicottero.
È stato consigliere centrale del CAI, presidente dell’Associazione XXX Ottobre, sezione del CAI Trieste, presidente del Club Alpino Accademico Italiano Gruppo Orientale e presidente del GISM - "Gruppo Italiano Scrittori di Montagna".
Nel 2002 è stato nominato socio onorario del CAI, mentre nel 2004 cittadino onorario di Cimolais. Insignito dell’Ordine del Cardo per il Soccorso Alpino, fu anche membro emerito per il Soccorso Alpino. Nel 2006 gli è stato conferito il Sigillo Trecentesco della città di Trieste.
Nel 2022, in occasione dei 105 anni dalla nascita e 5 dalla scomparsa di Spiro Dalla Porta Xydias, è uscito il libro "Passeggiata tra le stelle con Spiro Dalla Porta Xydias" della scrittrice e giornalista Nadia Pastorcich, pubblicato da Luglio Editore. Il libro raccoglie foto e racconti di vita inediti di Dalla Porta che l'autrice ha raccolto tra il 2014 e il 2016

## Opere
- Spiro Dalla Porta Xydias è stato autore di più di quaranta libri,[6] dedicati a vari aspetti della montagna e pubblicati, in genere, da case editrici specializzata sull'argomento quali Nuovi Sentieri, Tamari Montagna, Nordpress, Vivalda a altri.[7] Due suoi saggi dal titolo Etica dell’alpinismo e Metafisica della montagna sono stati pubblicati dal Club Alpino Italiano[8], rispettivamente nel 2002 e nel 2008, all'interno della collana I quaderni montagna e cultura.

- Gli sono inoltre state dedicate due monografie: 
  -  Andrea Bianchi, L'ultimo dei romantici: vita e ideali di Spiro Dalla Porta Xydias, Nuovi sentieri, 2006, ISBN 9788885510432.
  -  Nadia Pastorcich, Passeggiata tra le stelle con Spiro Dalla Porta Xydias, Luglio, 2022, ISBN 9788868033125.

## Riconoscimenti
- Spiro Dalla Porta Xydias ha vinto vari premi letterari tra i quali il "Premio Cortina”, il “Premio Virgilio”, “Bancarella Sport”, “Sport e Cultura”,  “L’Adige”, “Marcolin”, ”Una vetta per la vita”, “Insegna di San Bernardo”, “Montagna Italia”; gli è inoltre stato conferito il premio “Alpinia” alla carriera, nell'agosto 2011 il premio “Montagne Olimpiche” del festival di Sestriere,[9] e la medaglia offertagli nel 2011 dalla Camera dei deputati.[10]
- In suo ricordo nel 2017 è stato istituito Premio artistico-letterario in memoria di Spiro Dalla Porta Xydias a tema "la montagna".[11]